# Сагитово (Архангельский район)
Саги́тово, Саги́тово (баш. Сәғит) — деревня в Краснокуртовском сельсовете Архангельского района Республики Башкортостан России.

## Географическое положение
Расстояние до:
- районного центра (Архангельское): 30 км,
- центра сельсовета (Шакировка): 3 км,
- ближайшей железнодорожной станции (Приуралье): 32 км.

## История
Название происходит от личного имени Сәғит

## Население
| 2002 | 2009 | 2010 |
| ---- | ---- | ---- |
| 70   | ↘59  | ↘55  |

Национальный состав
Согласно переписи 2002 года, преобладающая национальность — татары (73 %).